# James Arthur O'Connor
Pour les articles homonymes, voir O'Connor et James O'Connor.
James Arthur O'Connor est un peintre paysagiste irlandais, né à Dublin en 1792, et mort à Brompton (Londres) le 7 janvier 1841.

## Biographie
Il est né à Dublin, 15 Aston' Quay, fils d'un vendeur d'imprimés et graveur, William O'Connor. Il a reçu ses premiers cours de peinture avec William Sadler et a commencé par faire des copies d'anciens maîtres et des petits tableaux de villes irlandaises et des scènes campagnardes. Il a fait sa première exposition à la Society of Artists of Ireland, à Dublin, en 1809.
Il a visité Londres avec deux artistes amis, George Petrie et Francis Danby en 1813. George Petrie est revenu en Irlande où il va devenir président de la Royal Hibernian Academy. O'Connor n'ayant pas eu de succès, il est revenu en Irlande où il s'est établi comme peintre paysager, d'abord à Aston's Quay puis à Dawson Street. Les Lords Sligo et Clanrickard ont commencé à lui acheter des tableaux. Il reçoit en 1820 un prix de 25 guinées de la Royal Irish Institute. Il s'est marié.
En 1822, il quitte l'Irlande pour tenter une nouvelle fois sa chance à Londres et expose immédiatement à la Royal Academy où il vend plusieurs tableaux, et à la Society of Artists dont il est devenu membre. Il n'a exposé que deux fois à la Royal Hibernian Academy, en 1830 et 1840.
En mai 1826, il s'est rendu en Belgique, visite Bruxelles en juillet, les Pays-Bas et la vallée du Rhin pendant un an avec un vendeur français du nom de Collier. Il s'est peut-être rendu une seconde fois en Belgique en 1830, et serait rentré en Angleterre à cause de la révolution d'après Henry Ottley. En 1832, il a visité Paris avec sa femme où il réside pendant huit mois où il a obtenu un meilleur accueil qu'à Bruxelles. Il avait l'intention d'aller en Italie, mais un voyageur rencontré la veille de son départ, un certain Mr Eliott, l'a persuadé d'aller en Allemagne en lui donnant une lettre d'introduction auprès d'un certain Herr Boch Bushman à Metlach. Arrivé dans cette ville, le bourgmestre lui a appris que Mr Elliot n'est qu'une fripouille notoire. Le bourgmestre les a accueillis pendant trois semaines.
Il est revenu en Angleterre en 1833. Sa vue a alors commencé à baisser mais il a continué à peindre, mais en 1839, c'est sa santé qui décline.
Il est mort pauvre, à Brompton, Londres, le 7 janvier 1841. En avril 1845, un appel a été lancé par le président de la Royal Academy dans l' Art Union Journal pour aider financièrement son épouse.